# Лућао
Лућао (路桥) је град Кини у покрајини Џеђанг. Према процени из 2009. у граду је живело 434.822 становника.

## Становништво
Према процени, у граду је 2009. живело 434.822 становника.
| 1990. | 2000.   | 2009    |
| ----- | ------- | ------- |
| …     | 409.747 | 434.822 |